# Урош Предић
Урош Предић (Орловат, 7. децембар 1857 — Београд, 11. фебруар 1953) био је српски сликар. Уз Пају Јовановића и Ђорђа Крстића сматра се за најзначајнијег српског сликара реализма. Предић је највише остао упамћен по својим раним радовима, у којима је приказао „стваран” живот обичних људи. Касније је дао велики допринос у црквеном сликарству и портретима. Предићев опус обухвата укупно 1658 радова.

## Биографија
Рођен је у Орловату као најмлађи син свештеника Петра Предића и Марије, рођене Илијевић, из Црепаје. У Орловату је похађао основну школу, а потом немачку школу у Црепаји. Од 1869. до 1876. године похађао је седморазредну гимназију у Панчеву (панчевачка реалка, која је касније добила име по њему). Као врло даровит, добио је стипендију Матице српске и 1876. године отишао на бечку сликарску академију.
Предић је био најизразитији представник академског реализма код Срба. Завршио је конзервативну Уметничку академију у Бечу 1880. године у класи професора Грипенкерла (Christian Griepenkerl), истакнутог бечког сликара, који је имао велики утицај на Предића. У току студија добио је Гунделову награду - за сликање уљем по мушком моделу 1879. године. Године 1882. радио је у приватном атељеу проф. Грипенкерла, а у периоду 1883-1885. био је асистент Уметничке академије у Бечу. У то време по упутству проф. Грипенкерла и архитекте Ханзена израдио је 13 слика митолошке садржине за фриз Парламента у Бечу. Услед породичних обавеза 1885. године враћа се у домовину.
О његовом интимном животу тог уметника светачког живота и лика, недовољно се зна. Сав посвећен уметности и породици, никада се није оженио. После срећног и безбрижног петнаест година дугог периода у родном селу, скрасио се у српској престоници. Другу половину свог живота провео је у свом делу заједничке куће, са братом Јосифом, професором - у Београду. У Орловату је остала прича о неоствареној љубави између средовечног сликара и шеснаест година млађе Орловаћанке, Ане Накараде (1873—1938), ћерке пензионисаног оберлајтанта Ђуре Накараде (1830-1899). Стари Орловаћани памте да је госпођа мајка Катарина, била једина препрека њиховом заједничком животу.
У Орловату ради серију слика из живота својих сељака. Затим је 1886-1889. боравио у Београду, 1890-1893. у Новом Саду и у Старом Бечеју. У периоду 1894-1909. године живи у Орловату, а од 1909. године па до смрти у Београду. Своје слике самостално излаже 1888, 1910, 1920, 1949. године у Београду, 1890, 1949. у Новом Саду, 1890. у Сремским Карловцима, те 1890. у Панчеву и Вршцу.
У свом сликарском опусу највише су заступљени портрети, иконографија, жанр и историјске композиције, ређе предео, и само један акт.
Један је од оснивача друштва Лада 1904. и био је непрекидно члан овог друштва, као и његов прво председник, па дугогодишњи почасни председник. Изабран је за дописног члана Српске краљевске академије 26. јануара 1909, а 3. фебруара 1910. године за редовног члана. Један је од оснивача Удружења ликовних уметника у Београду 1919. године и први његов председник.
У покушају да постигне што уверљивију сличност са ликом наручиоца и инсистирајући на препознатљивости, Предић је постао хроничар грађанског друштва свога времена. Године 1885. у Панчеву је почео са сликањем портрета по поруџбини, понекад уз помоћ фотографија. Радио је најчешће репрезентативне портрете, главе или бисте.
Био је један од чланова делегације Краљевине Србије на павиљону Краљевине Србије на међународној изложби у Риму 1911. године.
Једино 1915. није био продуктиван. У својој бележници је записао: Година јалова због рата.
Од жанр сцена, позната дела су Весела браћа и Сироче (на мајчином гробу), затим историјска дела су Херцеговачки бегунци и На Студенцу. Једна од најпознатијих његових слика је Косовка девојка. Урадио је чувене портрете председника Академије: Симе Лозанића, Стојана Новаковића (1920), Јована Жујовића (1921), Јована Цвијића (1923), Ђорђа Вајферта (1927) Слободана Јовановића (1930), Богдана Гавриловића (1935) и Александра Белића (1940). Затим портрети Михаила Петровића (1943), Ксеније Атанасијевић (1917), Бране Петронијевића (1911), Живојина Мишића (1919) итд.
Његове слике „Херцеговачки бегунци“ и „Сироче на мајчином гробу“ откупио је Михајло Пупин на изложби у Паризу 1889. године и поклонио их Народном музеју Србије.
Урош Предић је осликао иконостас бечејске православне цркве и иконостас у капели бечејског велепоседника Богдана Дунђерског. Осим тога насликао је више иконостаса због којих се оцењује да је последњи значајан српски иконописац, међу њима је и иконостас цркве у Орловату.
Посебан квалитет код Предића има његов цртеж, што је посебно уочљиво у његовим сачуваним блоковима за скицирање. У свом дугом стваралачком животу остао је веран правилима старих мајстора и истрајао је на истицању цртежа и јасноће композиције, показујући отпор према тежњама младих уметника који су се школовали у Минхену и Паризу.
И у дубокој старости био је пун радне енергије и ведрине. Неколико месеци пре смрти пео се на столицу да ређа неке слике у свом атељеу, пао је и том приликом се повредио (поломио ногу), од тога се никада није потпуно опоравио. Убрзо је умро 1953. године у Београду, у својој 96. години, као други најстарији српски сликар. Према сопственој жељи сахрањен је у Орловату.
Предић је редовно водио евиденцију својих радова, када их је започео, довршио и примопредао. Његов читав опус обухвата 1658 радова. Описиван је као дисциплинован и вредан уметник, џентлмен, господин и скептик.

## Заоставштина
Више Предићевих цртежа, скица и портрета је украдено и није повраћено. Неколико Предићевих икона и иконостас Цркве Светог архангела Михаила у Штимљу који је осликао су уништили Албанци деведесетих година ХХ века.
У Народном музеју у Зрењанину се налази соба Уроша Предића у оквиру сталне поставке, у њиховом депоу се налази легат од 900 његових цртежа, записа и личних ствари. Сачувана је богата преписка Уроша Предића, око 1.700 докумената се чува у Музеју књиге и путовања.
У Дому Јеврема Грујића у Београду је током октобра 2016. била изложба његових дела. У Галерији САНУ је 2018. године одржана изложба његових радова поводом 160 година од рођења.
Панчевачки адвокат Миховил Томандл оставио је рукопис „Моји сусрети са Урошем Предићем“ који се налази у Архиву у Панчеву.
Предић је на захтев САНУ оставио аутобиографске записе који се данас налазе у Архиву академије. Већина његове преписке је уништена током рата. У Музеју књиге и путовања који постоји у оквиру Удружења за културу, уметност и међународну сарадњу „Адлигат” налази се лична преписка и збирка докумената о Урошу Предићу која броји преко 1700 јединица. Предић размењује писма и разгледница са угледним људима свог доба, Богданом Дунђерским, Лазом Костићем, Пајом Јовановићем, Богданом Поповићем, Стеваном Сремцом, Стеваном Стојановићем Мокрањцем и другим знаменитим људима. Део збирке је и дописница са жигом од 20. марта 1938. из Љубљане, где се дешавао конгрес ликовних уметника. Услед болести Предић није могао да присуствује, па су сликари одлучили да се сви потпишу на разгледницу са мотивом Љубљане. На њој су потписи 22 сликара који су чинили уметничку елиту овог дела Европе.
Изложба његових дела одржана је 2022. у Новом Саду у Галерији Матице српске.

### Родни Орловат у Банату
На сеоском Тргу Уроша Предића налази се "Спомен-соба" уметникова, у некадашњој згради орловатске општине. Поред виђења скромне музејске поставке, ту се могу купити сувенири и штампани материјал. Недалеко одатле је поред сеоског парка, орловатски православни храм, посвећен Ваведењу пресвете Богородице, рађен у српско-византијском стилу 1924-1927. године, по пројекту славног архитекте Драгише Брашована. Храм који се налази под заштитом државе, са малим је иконостасом, који је радио и поклонио селу „чика Урош", 1926-1928. године. У храму су и две импресивне зидне слике, рађене по скицама Уроша Предића: Светог Саве и Свете Петке, који носе аутентичне ликове његових родитеља у природној величини. Слике рађене масном бојом потичу из 1927. године, и дело су декоративног молера Косте Ванђеловића из Руме. Аутентични дивни молерај (по пројекту арх. Раде Предића из Панчева) и више зидних икона слика, које се погрешно називају „фреске", током оправке храма неповратно су уништени. Основна школа у Орловату носи име „Урош Предић", по најславнијем ђаку. У холу се налази мини спомен-поставка са илустрацијама Предићевог детињства, а испред главног улаза са леве стране је на високом постаменту, биста Уроша Предића, рад београдског вајара Јана Коњарека из 1911. године. На тзв. Новом гробљу, на брегу, наспрам жељезничке станице „Орловат стајалиште", налази се у средишту реновирана гробница са споменицима и барељефом сликара Предића. Скинут је аутентични барељеф, рад београдског вајара Перише Милића из 1953. године. Бригу од заштити и неговању успомене на Предићеву личност и дело, годинама спроводи Друштво завичајаца Орловата и Савет МЗ Орловат, са својим активистима ентузијастима. Завичајци публикују свој годишњак, илустрован билтен, под називом „Нови орао", са орловатском тематиком и Предићевом заоставштином. На крају треба поменути да је мештанин проф. Радоје Драшковић, написао обимну уметникову биографију као завичајну књигу 2013. године.

## Награде и одликовања
Награде
- Бронзана медаља, Светска изложба у Паризу, 1889.[32]

Одликовања
- Орден Светог Саве II реда, 1922.[33][34]
- Орден Светог Саве I реда, 1925.
- Орден Белог орла V реда, 1930.

## Изложбе
Самосталне
- 1888. Прва самостална изложба, Београд
- 1890. Нови Сад, Сремски Карловци, Панчево, Вршац
- 1910. Београд
- 1920. Београд
- 1949. Београд и Нови Сад, са Пајом Јовановићем

Групне
- 1889. Светска изложба, Париз
- 1907. Српска изложба, Лондон
- 1911. Међународна изложба, Рим
- 1921. Изложба ликовних уметника из Београда, Сомбор
- 1927. Старо српско сликарство у Војводини, Нови Сад
- 1930. Југословенска изложба, Лондон
- 1946. Прва изложба Војводине, Нови Сад
- 1947-48 Сликарство и вајарство народа Југославије XIX и XX века, СССР-Пољска-Чехословачка-Мађарска
- 1948. Савремени војвођански ликовни уметници, Нови Сад
- 1951. Нови Сад кроз историју, Нови Сад
- 1951. Пејзажи Београда, Београд
- Југословенске изложбе, I, III, IV
- Изложбе Ладе, II—VIII, XIII—XIV, XVI, XXI—XXV

## Галерија
- Умирање праведника, Умирање грешника, 1868.
- Старији брат учи млађег да дуби у углу, 1878-1905. Галерија Матице српске
- Дете пред излогом, 1879.
- Девојчица са лутком, Народни музеј Србије, 1879.
- Девојка у плавом (Моравкиња), 1879-80
- Деца око гуслара, Народни Музеј Србије, 1882.
- Деца под дудом, 1887.
- Вредне ручице, 1887.
- Визија у облацима, 1887.
- Сироче на мајчином гробу, 1888.
- Херцеговачки бегунци, 1889.
- Поливање додоле, цртеж објављен у часопису „Орао“, 1892.
- Узбуркано море, 1910.[35]
- Изглед Београда (Панорама Београда), Народни музеј Србије, 1913.
- Женски акт у ентеријеру, Галерија Матице српске, 1917.
- Косовка девојка, 1919.
- Свети арханђел Михаило, Музеј СПЦ, 1919.
- Свети Сава благосиља Српчад, Народни музеј, 1921. Када су комунисти дошли на власт, слика је избачена из Ректората БУ. Душан Глумац је тада доноси на Богословски факултет.[36]
- Света Ана и Богородица са Исусом, 1923.
- Београђанка, 1923.
- Свети Георгије, Црква Светог великомученика Гергија у селу Костолац, Пожаревац, 1926.

### Портрети
- Краљица Наталија Обреновић, 1890.[37]
- Антоније Хаџић, 1900.
- Стеван Алексић, 1909.
- Бранислав Петронијевић, 1911.
- Живојин Мишић, 1919.
- Аница Савић-Ребац, 1919.
- Пера Добриновић, 1921.
- краљ Петар I Карађорђевић, 1922.
- краљ Александар I Карађорђевић, 1923.
- Јоца Вујић, 1926.
- Ђорђе Вајферт, 1927.
- Петар I Карађорђевић, 1928.
- Слободан Јовановић, 1931.
- Михаило Полит-Десанчић, 1933.
- Анастас Јовановић, 1938.
- Божидар Максимовић, 1941.
- Емило Белић, 1949.
- Стојан Новаковић
- Јован Жујовић
- Јован Цвијић
- Михаило Петровић Алас, 1943.
- Сима Лозанић
- Стеван Стојановић Мокрањац
- Јован Јовановић Змај
- Лаза Костић
- Михајло Пупин